# Piacenza Calcio 1919 2022-2023
Questa voce raccoglie le informazioni riguardanti il Piacenza Calcio 1919 nelle competizioni ufficiali della stagione 2022-2023.

## Stagione
Nella stagione 2022-2023 il Piacenza disputa il girone A del campionato di Serie C, raccogliendo 38 punti con l'ultimo posto in classifica e retrocedendo in Serie D. Pessimo il girone di andata con solo 13 punti raccolti, discreto il girone di ritorno, con un bottino di 25 punti, ma salvezza sempre un miraggio. Tre i tecnici che si sono alternati, senza successo, per cercare di far mantenere la categoria al Piacenza. Con 11 reti Claudio Morra è stato il miglior marcatore piacentino. Nel primo turno della Coppa Italia di Serie C  il Piacenza supera (2-0) la Pro Vercelli, mentre nel secondo turno esce dal torneo pareggiando (2-2) con il Sangiuliano, che poi si impone (2-4) ai tiri di rigore.

## Rosa
Rosa aggiornata al 1º settembre 2022.
| N. |                                 | Ruolo | Calciatore          |
| -- | ------------------------------- | ----- | ------------------- |
| 2  | Italia (bandiera)               | D     | Andrea Accardi      |
| 3  | Italia (bandiera)               | D     | Alessio Rizza       |
| 4  | Italia (bandiera)               | D     | Riccardo Nava       |
| 5  | Italia (bandiera)               | D     | Francesco Cosenza   |
| 6  | Italia (bandiera)               | C     | Simone Giacchino    |
| 7  | Italia (bandiera)               | A     | Mattia Rossetti     |
| 8  | Bosnia ed Erzegovina (bandiera) | C     | Ćazim Suljić        |
| 9  | Italia (bandiera)               | A     | Claudio Morra       |
| 10 | Italia (bandiera)               | A     | Alessandro Cesarini |
| 11 | Italia (bandiera)               | A     | Marco Zunno         |
| 12 | Italia (bandiera)               | P     | Nicola Tintori      |
| 15 | Italia (bandiera)               | D     | Tino Parisi         |
| 17 | Italia (bandiera)               | D     | Leonardo Pezzola    |
| 18 | Italia (bandiera)               | C     | Jacopo Nelli        |
| 20 | Italia (bandiera)               | C     | Nicolò Palazzolo    |

| N. |                    | Ruolo | Calciatore            |
| -- | ------------------ | ----- | --------------------- |
| 21 | Italia (bandiera)  | A     | Davide Lamesta        |
| 22 | Italia (bandiera)  | P     | Dario Anatrella       |
| 24 | Italia (bandiera)  | D     | Pasquale Ruiz Giraldo |
| 25 | Italia (bandiera)  | C     | Luca Boffini          |
| 26 | Romania (bandiera) | A     | Andrei David          |
| 27 | Italia (bandiera)  | C     | Davide Munari         |
| 28 | Italia (bandiera)  | A     | Vincenzo Plescia      |
| 29 | Italia (bandiera)  | A     | Samuele Vianni        |
| 32 | Italia (bandiera)  | A     | Giordano Conti        |
| 33 | Italia (bandiera)  | D     | Mattia Capoferri      |
| 44 | Romania (bandiera) | C     | Mihael Onisa          |
| 56 | Italia (bandiera)  | D     | Lorenzo Masetti       |
| 62 | Italia (bandiera)  | C     | Ruggero Frosinini     |
| 77 | Italia (bandiera)  | P     | Filippo Rinaldi       |
| 93 | Italia (bandiera)  | A     | Pietro Biancheri      |

## Calciomercato

### Sessione estiva (dall'1/7 all'1/9)
| Acquisti | Acquisti | Acquisti | Acquisti |
| R.       | Nome     | da       | Modalità |
| -------- | -------- | -------- | -------- |

| Cessioni | Cessioni | Cessioni | Cessioni |
| R.       | Nome     | a        | Modalità |
| -------- | -------- | -------- | -------- |

### Sessione invernale (dal 1/1 al 31/1)
| Acquisti | Acquisti | Acquisti | Acquisti |
| R.       | Nome     | da       | Modalità |
| -------- | -------- | -------- | -------- |

| Cessioni | Cessioni | Cessioni | Cessioni |
| R.       | Nome     | a        | Modalità |
| -------- | -------- | -------- | -------- |

## Risultati

### Serie C

#### Girone di andata
| Arbitro: | Mucera (Palermo) |

|                       |           |           |
| Varas 9’ Andreoli 49’ | Marcatori | 84’ Zunno |

| Arbitro: | Pezzopane (L'Aquila) |

|              |           |           |
| Rossetti 35’ | Marcatori | 30’ Danti |

| Arbitro: | Milone (Taurianova) |

|  |           |                                       |
|  | Marcatori | 18’ Di Molfetta 66’ (rig.) Pittarello |

| Arbitro: | Zanotti (Rimini) |

|                          |           |  |
| Parigi 6’, 20’ Barba 66’ | Marcatori |  |

| Arbitro: | Djurdjevic (Trieste) |

|                                |           |                |
| Cesarini 50’ Milesi 54’ (aut.) | Marcatori | 58’, 84’ Cocco |

| Arbitro: | Marchioni (Rieti) |

|                                   |           |              |
| Cogliati 13’, 67’ Anastasia 90+2’ | Marcatori | 33’ Cesarini |

| Arbitro: | Ubaldi (Roma) |

|                                                 |           |                                        |
| Muharemović 59’ (aut.) Morra 63’ Cesarini 90+2’ | Marcatori | 40’ Sersanti 80’ Barrenechea 81’ Iling |

| Arbitro: | Burlando (Genova) |

|                          |           |  |
| Arrighini 10’ Comi 90+2’ | Marcatori |  |

| Arbitro: | Luongo (Napoli) |

|                        |           |                                           |
| Cesarini 37’ Morra 69’ | Marcatori | 2’ Baldassin 41’ Sorrentino 67’ Simonetti |

| Arbitro: | Iacobellis (Pisa) |

|                                       |           |                         |
| Saporetti 12’ A. Brighenti 56’ (rig.) | Marcatori | 42’ Rossetti 52’ Persia |

| Arbitro: | Scatena (Avezzano) |

|             |           |              |
| Zunno 90+1’ | Marcatori | 10’ Ceravolo |

| Arbitro: | Rinaldi (Bassano del Grappa) |

|                  |           |                               |
| De Francesco 75’ | Marcatori | 73’ Gonzi 80’ (aut.) Gerbaudo |

| Arbitro: | Di Graci (Como) |

|  |           |                                             |
|  | Marcatori | 36’ Bassoli 49’ Dubickas 89’ (aut.) Masetti |

| Arbitro: | Restaldo (Ivrea) |

|                                |           |          |
| Ilari 42’, 76’ Buso 56’ (rig.) | Marcatori | 7’ Morra |

| Arbitro: | Vingo (Pisa) |

|                |           |          |
| Bortolussi 32’ | Marcatori | 30’ Nava |

| Arbitro: | Madonia (Palermo) |

|                       |           |  |
| Morra 63’ Rizza 90+4’ | Marcatori |  |

| Arbitro: | Iannello (Messina) |

|             |           |  |
| D'Amico 50’ | Marcatori |  |

| Arbitro: | Vergaro (Bari) |

|  |           |              |
|  | Marcatori | 61’ Castelli |

| Arbitro: | Ancora (Roma) |

|              |           |              |
| Dalmonte 27’ | Marcatori | 60’ Rossetti |

#### Girone di ritorno
| Arbitro: | Gandino (Alessandria) |

|                             |           |               |
| Palazzolo 4’ Morra 79’, 84’ | Marcatori | 30’ Piccinini |

| Arbitro: | D'Eusanio (Faenza) |

|              |           |                           |
| J. Gómez 81’ | Marcatori | 52’ Palazzolo 65’ Plescia |

| Arbitro: | Kumara (Verona) |

|  |           |                     |
|  | Marcatori | 51’ (rig.) Cesarini |

| Arbitro: | Vogliacco (Bari) |

|          |           |                                     |
| Morra 5’ | Marcatori | 20’ (rig.) Grandolfo 45’ Antoniazzi |

| Arbitro: | Cerbasi (Arezzo) |

|               |           |             |
| Marchetti 17’ | Marcatori | 6’ Cesarini |

| Arbitro: | Di Francesco (Ostia Lido) |

|  |           |                       |
|  | Marcatori | 13’ Serbouti 56’ Fall |

| Arbitro: | Burlando (Genova) |

|                   |           |  |
| Pecorino 46’, 66’ | Marcatori |  |

| Arbitro: | Di Cicco (Lanciano) |

|             |           |           |
| Accardi 47’ | Marcatori | 71’ Rojas |

| Arbitro: | Baratta (Rossano) |

|                                           |           |                                |
| Sorrentino 7’ Artistico 52’ Baldassin 80’ | Marcatori | 4’ Morra 90+3’ (rig.) Cesarini |

| Arbitro: | Pirrotta (Barcellona Pozzo di Gotto) |

|  |           |                             |
|  | Marcatori | 14’ Attys 60’, 77’ Petrović |

| Arbitro: | Turrini (Firenze) |

|                  |           |           |
| Bortolussi 45+1’ | Marcatori | 67’ Gonzi |

| Arbitro: | Bordin (Bassano del Grappa) |

|                                          |           |                       |
| Cesarini 15’, 78’ Suljić 37’ Morra 90+5’ | Marcatori | 7’ Bocalon 68’ Mensah |

| Arbitro: | Pezzopane (L'Aquila) |

|                        |           |           |
| Ajeti 42’ Dubickas 67’ | Marcatori | 46’ Morra |

| Piacenza 19 marzo 2023, ore 14:30 CET 33ª giornata | Piacenza         | 0 – 0 referto | Lecco | Stadio Leonardo Garilli (2 363 spett.)\| Arbitro: \| Galipò (Firenze) \| |
| Arbitro:                                           | Galipò (Firenze) |               |       |                                                                          |

| Arbitro: | Ceriello (Chiari) |

|             |           |            |
| Cosenza 43’ | Marcatori | 71’ Vuthaj |

| Arbitro: | Panettella (Gallarate) |

|                |           |              |
| Piacentini 87’ | Marcatori | 50’ Chierico |

| Arbitro: | Giaccaglia (Jesi) |

|             |           |  |
| Plescia 53’ | Marcatori |  |

| Arbitro: | Di Cicco (Lanciano) |

|               |           |             |
| Chakir 90+10’ | Marcatori | 90+7’ Morra |

| Arbitro: | Carrione (Castellammare di Stabia) |

|            |           |  |
| Suljić 25’ | Marcatori |  |

### Coppa Italia Serie C

#### Turni eliminatori
| Arbitro: | Pacella (Roma) |

|                        |           |  |
| Rossetti 37’ Conti 50’ | Marcatori |  |

| Arbitro: | Gigliotti (Cosenza) |

|                                 |                      |                                  |
| Lamesta 46’ Capoferri 90+4’     | Marcatori            | 52’ (rig.) Miracoli 79’ Zanon    |
| Giacchino Capoferri Conti Rizza | Tiri di rigore 2 – 4 | Qeros Miracoli Guidetti Cogliati |

## Statistiche

### Statistiche di squadra
Aggiornate all'8 aprile 2023
| Competizione         | Punti | In casa | In casa | In casa | In casa | In casa | In casa | In trasferta | In trasferta | In trasferta | In trasferta | In trasferta | In trasferta | Totale | Totale | Totale | Totale | Totale | Totale | D.R. |
| Competizione         | Punti | G       | V       | N       | P       | Gf      | Gs      | G            | V            | N            | P            | Gf           | Gs           | G      | V      | N      | P      | Gf     | Gs     | D.R. |
| -------------------- | ----- | ------- | ------- | ------- | ------- | ------- | ------- | ------------ | ------------ | ------------ | ------------ | ------------ | ------------ | ------ | ------ | ------ | ------ | ------ | ------ | ---- |
| Serie C              | 34    | 18      | 4       | 7       | 7       | 22      | 28      | 18           | 3            | 6            | 9            | 18           | 30           | 36     | 7      | 13     | 16     | 40     | 58     | -18  |
| Coppa Italia Serie C | -     | 2       | 1       | 1       | 0       | 4       | 2       | 0            | 0            | 0            | 0            | 0            | 0            | 2      | 1      | 1      | 0      | 4      | 2      | +2   |
| Totale               | -     | 20      | 5       | 8       | 7       | 26      | 30      | 18           | 3            | 6            | 9            | 18           | 30           | 38     | 8      | 14     | 16     | 44     | 60     | -16  |

### Andamento in campionato
| Giornata  | 1 | 2 | 3 | 4 | 5 | 6 | 7 | 8 | 9 | 10 | 11 | 12 | 13 | 14 | 15 | 16 | 17 | 18 | 19 | 20 | 21 | 22 | 23 | 24 | 25 | 26 | 27 | 28 | 29 | 30 | 31 | 32 | 33 | 34 | 35 | 36 | 37 | 38 |
| --------- | - | - | - | - | - | - | - | - | - | -- | -- | -- | -- | -- | -- | -- | -- | -- | -- | -- | -- | -- | -- | -- | -- | -- | -- | -- | -- | -- | -- | -- | -- | -- | -- | -- | -- | -- |
| Luogo     |   |   |   |   |   |   |   |   |   |    |    |    |    |    |    |    |    |    |    |    |    |    |    |    |    |    |    |    |    |    |    |    |    |    |    |    |    |    |
| Risultato |   |   |   |   |   |   |   |   |   |    |    |    |    |    |    |    |    |    |    |    |    |    |    |    |    |    |    |    |    |    |    |    |    |    |    |    |    |    |
| Posizione |   |   |   |   |   |   |   |   |   |    |    |    |    |    |    |    |    |    |    |    |    |    |    |    |    |    |    |    |    |    |    |    |    |    |    |    |    |    |

Legenda:

Luogo: C = Casa; T = Trasferta. Risultato: V = Vittoria; N = Pareggio; P = Sconfitta.